# Graciliclava
Graciliclava é um gênero de gastrópodes pertencente a família Horaiclavidae.

## Espécies
- Graciliclava costata (Hedley, 1922)[3]

Espécies trazidas para a sinonímia
- Graciliclava mackayensis Shuto, 1983: sinônimo de Graciliclava costata (Hedley, 1922)